# Engenho da Rainha
Engenho da Rainha è un quartiere (bairro) della Zona Nord della città di Rio de Janeiro in Brasile.

## Amministrazione
Engenho da Rainha fu istituito come bairro a sé stante il 23 luglio 1981 come parte della Regione Amministrativa XII - Inhaúma del municipio di Rio de Janeiro.